# Pseudoferania polylepis
Genre
Espèce
Synonymes
- Hypsirhina polylepis Fischer, 1886
- Enhydris polylepis (Fischer, 1886)
- Pseudofeania macleayi Ogilby, 1890

Statut de conservation UICN

 LC  : Préoccupation mineure
Pseudoferania polylepis, unique représentant du genre Pseudoferania, est une espèce de serpents de la famille des Homalopsidae.

## Répartition
Cette espèce se rencontre :
- en Indonésie en Nouvelle-Guinée occidentale ;
- en Papouasie-Nouvelle-Guinée ;
- en Australie dans le Territoire du Nord et au Queensland.

## Publications originales
- Fischer, 1886 : Herpetologische Notizen. Abhandlungen aus dem Gebiete der Naturwissenschaften, vol. 9, p. 51-67 (texte intégral).
- Ogilby, 1890 : Description of a new snake from the Herbert River District. Proceedings of the Linnean Society of New South Wales, ser. 2, vol. 5, p. 51-52 (texte intégral).